# Xialou
Xialou (kinesiska: 下楼) är en köping i östra Kina. Den ligger i Lingbi härad i staden Suzhou i provinsen Anhui, omkring 240 kilometer norr om provinshuvudstaden Hefei.